# Quercus spinosa
Quercus spinosa är en bokväxtart som beskrevs av Armand David. Quercus spinosa ingår i släktet ekar, och familjen bokväxter.

## Underarter
Arten delas in i följande underarter:
- Q. s. miyabei
- Q. s. spinosa

## Bildgalleri

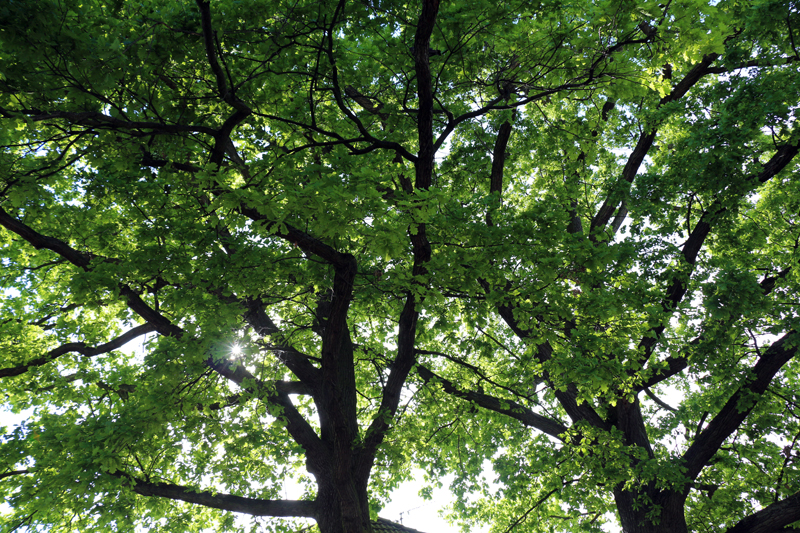
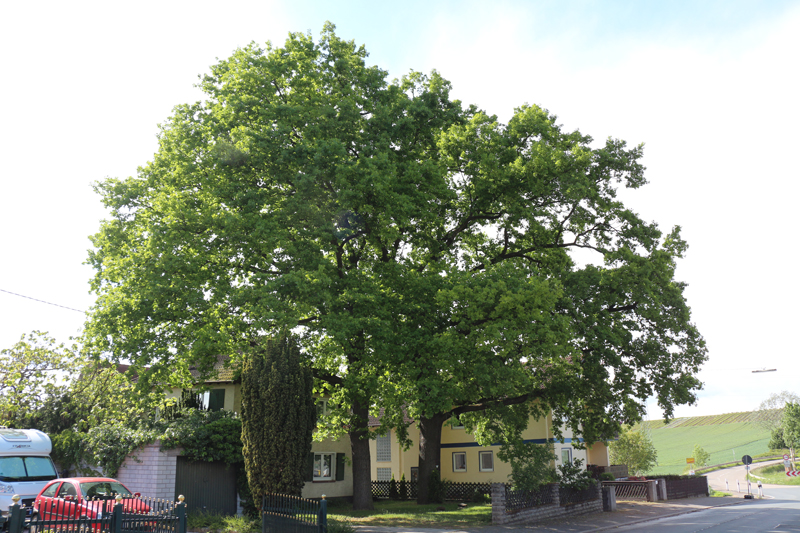
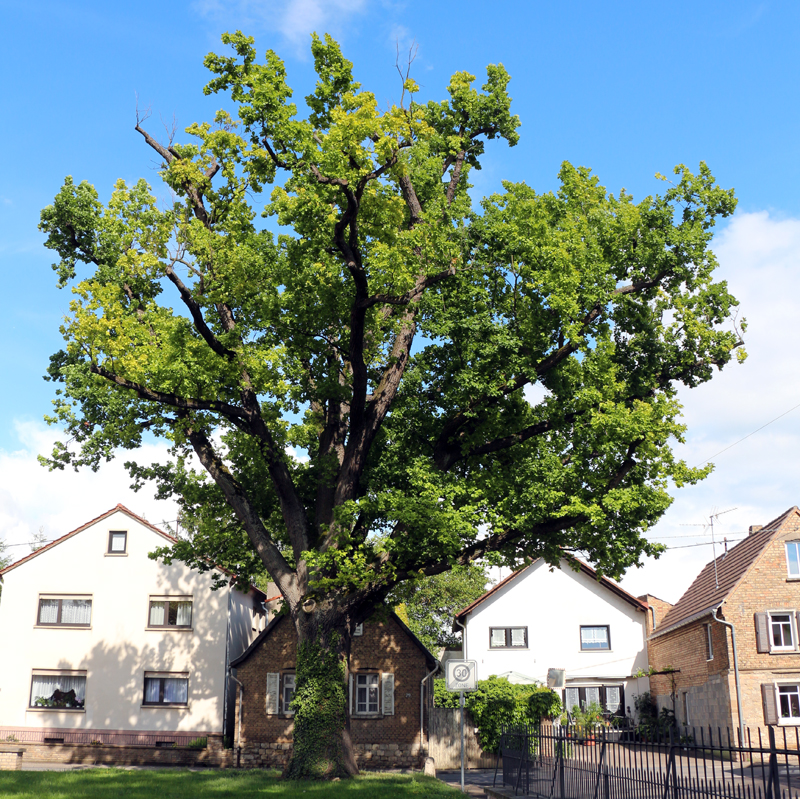